# NGC 7316
NGC 7316 је спирална галаксија у сазвежђу Пегаз која се налази на NGC листи објеката дубоког неба.
Деклинација објекта је + 20° 19' 20" а ректасцензија 22h 35m 56,2s. Привидна величина (магнитуда) објекта NGC 7316 износи 12,9 а фотографска магнитуда 13,6. NGC 7316 је још познат и под ознакама UGC 12098, MCG 3-57-20, MK 307, IRAS 22335+2003, KUG 2233+200, CGCG 452-30, KARA 974, near SAO 90628, PGC 69259.